# Ramersbach
Ramersbach ist ein Stadtteil und ein Ortsbezirk der Stadt Bad Neuenahr-Ahrweiler im Landkreis Ahrweiler in Rheinland-Pfalz.

## Geographie
Ramersbach liegt ca. 8 km südlich der Kernstadtteile von Bad Neuenahr-Ahrweiler am Kreuzungspunkt der Landesstraßen 84 und 85 und bildet den geographisch höchstgelegenen (der topographisch höchste Punkt heißt „Häuschen“ auf einer Höhe von 506,5 m ü. NHN), geschichtlich jedoch jüngsten Stadtteil von Bad Neuenahr-Ahrweiler.
Von Ramersbach aus ist bei entsprechender Wetterlage von einem Punkt aus sowohl der Petersberg im Siebengebirge als auch der Kölner Dom sichtbar.

## Geschichte
Erstmals erwähnt wurde Ramersbach als Grenzort eines Bannforstes, den König Otto III. am 19. März 992 seinen Getreuen, den Brüdern Sigebodo und Richwin zuwies. Der Kölner Erzbischof Arnold I. bestätigte im Jahre 1143 dem Nonnenkloster St. Maria (Nonnenwerth) den Besitz von Gütern und Hörigen zu Ramersbach.
1735 gab es im Dorf einen Großbrand, der auch die Kirche teilweise zerstörte. Nach einem Visitationsbericht aus dem Jahre 1762 war die Kirche noch nicht wiederhergestellt. Es gab bereits eine Schule aber kein Schulhaus, der Unterricht wurde in einem Wirtshaus erteilt.
Landesherrlich gehörte Ramersbach bis zum Ende des 18. Jahrhunderts zum Herzogtum Jülich (Amt Neuenahr), in der sogenannten Franzosenzeit war Ramersbach von 1798 bis 1814 dem Kanton Wehr im Rhein-Mosel-Département zugeordnet und gehörte nach der Übernahme durch das Königreich Preußen (1815) von 1816 an zur Bürgermeisterei Königsfeld im damals neu gebildeten Kreis Ahrweiler des Regierungsbezirks Coblenz.
Im 14. Jahrhundert besaß Ramersbach nachweislich eine kleine Kapelle, die der Hl. Barbara geweiht war. Die heutige katholische Pfarrkirche St. Barbara an der Hauptstraße stammt aus dem Jahr 1907/08 und ist ein Entwurf des Trierer Architekten Peter Marx. Sie ist die einzige im reinen Jugendstil erbaute Kirche im gesamten Bistum Trier. Rings um die Kirche sind Kreuze und Grabmale des alten Kirchenfriedhofs in die Kirchenmauer eingelassen. In den Jahren 2008 bis 2010 wurde diese Kirchenmauer als Abschluss der Neugestaltung des Dorfplatzes aufwändig instand gesetzt.
Bis 1974 gehörte die bis dahin eigenständige Ortsgemeinde Ramersbach zur Verbandsgemeinde Brohltal. Erst nach der Neubildung der Stadt Bad Neuenahr-Ahrweiler (1969) wurde der Ort am 16. März 1974 nach Bad Neuenahr-Ahrweiler eingemeindet. An der Telefonvorwahl (02646, Vorwahl Königsfeld) kann man diese Veränderung noch erkennen (Bad Neuenahr-Ahrweiler: 02641).

## Politik

### Ortsbezirk
Ramersbach ist einer von zehn Ortsbezirken der Stadt Bad Neuenahr-Ahrweiler. Der Stadtteil wird von einem Ortsbeirat sowie einem Ortsvorsteher vertreten.

### Ortsbeirat
Der Ortsbeirat besteht aus fünf Mitgliedern, die bei der Kommunalwahl am 9. Juni 2024 in einer personalisierten Verhältniswahl gewählt wurden, und dem ehrenamtlichen Ortsvorsteher als Vorsitzendem.
Die Sitzverteilung im Ortsbeirat:
| Wahl | SPD | CDU | FWG 1 | Gesamt  |
| ---- | --- | --- | ----- | ------- |
| 2024 | 2   | 2   | 1     | 5 Sitze |
| 2019 | 2   | 2   | 1     | 5 Sitze |
| 2014 | 2   | 1   | 2     | 5 Sitze |
| 2009 | 3   | 1   | 1     | 5 Sitze |

### Ortsvorsteher
Werner Kasel (SPD) wurde am 28. August 2019 Ortsvorsteher von Ramersbach. Bei der Direktwahl am 26. Mai 2019 war er mit einem Stimmenanteil von 83,09 % gewählt worden. Bei der Direktwahl am 9. Juni 2024 wurde Kasel als einziger Bewerber mit 76,1 % für weitere fünf Jahre in seinem Amt bestätigt.
Kasels Vorgänger Fritz Langenhorst (SPD) hatte das Amt 30 Jahre ausgeübt, war 2019 aber nicht erneut angetreten.